# Ion Lăpușneanu
Ion „Jean“ Lăpușneanu (* 8. Dezember 1908 in Bukarest; † 25. Februar 1994) war ein rumänischer Fußballtorwart und -trainer. Er spielte in der Divizia A und nahm an der Fußball-Weltmeisterschaft 1930 teil.

## Spielerkarriere
Ion Lăpușneanu begann seine Karriere bei Venus Bukarest, für den er ab 1926 in der ersten Mannschaft eingesetzt wurde. 1928 wechselte er zu Banatul Timișoara, mit dem ihm die Qualifikation für das Halbfinale der rumänischen Fußballmeisterschaft 1928/29 gelang und für den er am 15. September 1929 gegen Bulgarien sein Debüt in der rumänischen Nationalmannschaft gab. Lăpușneanu wechselte anschließend zu dem damals zweitklassigen Bukarester Verein Sportul Studențesc, was ihm dennoch die Teilnahme an der Fußball-Weltmeisterschaft 1930 in Uruguay ermöglichte. Er bestritt dort beide Spiele seines Landes. Zur Rückrunde der Saison 1931/32 kehrte Lăpușneanu zu seinem Heimatklub Venus Bukarest zurück, mit dem er 1932 und 1934 jeweils den rumänischen Meistertitel erringen konnte. Nachdem er in der Saison 1934/35 nur zweimal zum Einsatz gekommen war, wechselte er zu CFR Bukarest, der sich ein Jahr später in Rapid Bukarest umbenannte. 1937 verließ er den Verein, um in der Divizia B bei Gloria CFR Galați zu spielen.
Zwischen 1929 und 1932 stand Lăpușneanu insgesamt 10 Mal im Tor der rumänischen Nationalmannschaft. Nach einer 0:5-Niederlage gegen Polen am 2. Oktober 1932 wurde er nicht mehr berücksichtigt.

## Trainerkarriere
Lăpușneanu betreute von 1942 bis 1943 in drei Spielen die rumänische Nationalmannschaft, ehe er von Emerich Vogl abgelöst wurde. Nach dem Ende des Zweiten Weltkriegs setzte er seine Tätigkeit in der Divizia B bei Sporting Club Pitești fort, der sich in der Saison 1947/48 für kurze Zeit in Țesătoria Română Pitești umbenannte. In der Folgesaison 1948/49 trainierte er den Aufsteiger Politehnica Timișoara in der Divizia A und führte den Klub, der sich im Laufe der Vorrunde in CSU Timișoara umbenannt hatte, zum Klassenerhalt. 1950 kehrte er nach Pitești zurück und übernahm seinen ehemaligen Verein, der nach einer Saison unter der Bezeichnung I.T. Pitești inzwischen den Namen Flamura Roșie Pitești trug. In der Saison 1952 war er Cheftrainer von Flacăra Ploiești, stieg am Saisonende aber ab. Später betreute er noch die Erstligisten Jiul Petroșani und Dinamo Pitești, bevor er von 1965 bis 1966 bei der Federația Română de Fotbal, deren Ehrenmitglied er später wurde, als Trainer tätig war.

## Sonstiges
Nebenher war Lăpușneanu als Autor aktiv und veröffentlichte 1968 in der Editura Consiliului Național pentru Educație Fizică și Sport das erste rumänische Fachbuch für Fußballtorhüter unter dem Titel Jocul și antrenamentul portarului de fotbal. Außerdem war er 1974 einer der Co-Autoren des in der Editura Stadion erschienenen Buchs Fotbal – Jocul colectiv. Lăpușneanu war gelernter Jurist und widmete sich nach 1970 seiner Tätigkeit als Rechtsanwalt.

## Erfolge

### Als Spieler
- WM-Teilnehmer: 1930
- Balkan-Cup: 1929/31
- Europapokalsieger der Fußball-Nationalmannschaften (Amateure): 1931/34
- Rumänischer Meister: 1932, 1934